# 氨基钠
氨基钠是一种无机化合物，化学式为NaNH2。室温下纯品为白色固体，试剂常带金属铁而呈灰色。氨基钠与水强烈反应，是有机合成中常用的强碱。

## 制备及结构
氨基钠可由钠与氨气反应， 或硝酸铁催化下钠与液氨的反应来制备。后者反应在氨沸点（约-33°C）时反应最快，也更常用：
2 Na  +  2 NH3  →  2 NaNH2  +  H2
NaNH2为类盐固体，晶格中 钠原子为四面体结构。 溶于氨时，NaNH2溶液存在Na(NH3)6+和NH2−离子，可导电。

## 用途
工业上，氨基钠是制取靛青染料、肼和氰化钠等工业品的原料。 可用于干燥液氨或氨气，其液氨溶液也是有机化学中常用的强碱。氨基钠碱性很强而且亲核性很弱，但不易溶于大多数溶剂中，因而已被氢化钠、双(三甲硅基)氨基钠（NaHMDS）以及二异丙基氨基锂（LDA）等类似试剂所取代。

### 制备炔烃
氨基钠可使邻二溴代烷失去两分子溴化氢，生成炔烃。如下图制备苯乙炔的反应所示：
也可使分子脱去氯化氢和/或乙醇， 如下图中制备1-乙氧基-1-丁炔的反应：

### 成环反应
无β-氢可消除时，则可发生成环反应，见下面合成亚甲基环丙烷的反应：
环丙烯、 吖丙啶
和环丁烷 环系都可通过此法制取。

### 去质子化
氢碳酸，包括末端炔烃、
甲基酮、
环己酮、
苯乙酸及衍生物
和二苯甲烷 等，都可被液氨中的氨基钠脱去质子。用两分子胺基钠时，乙酰丙酮失去两个质子生成双负离子：
吲哚 和哌啶 也可发生类似反应。

### 其他反应
- 邻位去质子化重排[21]
- 达参反应（Darzen反应）合成氧杂环丙烷环系[22]

- 合成吲哚[23]
- 齐齐巴宾反应（Chichibabin反应），吡啶氨化合成2-氨基吡啶

## 安全
氨基钠会与水猛烈反应生成氢氧化钠和氨，且在空气中可燃烧生成钠氧化物及二氧化氮：
NaNH2 + H2O → NH3 + NaOH
2NaNH2 + 4O2 → Na2O2 + 2NO2 + 2H2O
氨基钠应当储存在密闭容器中，最好以氮气保护。当放置于密闭性不好的容器中时，氧气和水不充足，有可能生成爆炸性的氧化产物从而使固体泛黄棕色。此类试剂应当尽快销毁，方法为向氨基钠的烃类溶剂悬浮液中小心加入乙醇。
氨基钠可能会对皮肤、眼部及黏膜有強腐蚀性，应当留心空气中悬浮的氨基钠粉末。